# Evolució dels Pokémon

Abra evoluciona a Kadabra quan arriba al nivell 16

En l'univers fictici de Pokémon, l'evolució és el canvi sobtat en la morfologia d'un Pokémon, que normalment també comporta un increment en les habilitats del Pokémon. Es pot provocar l'evolució de diverses maneres, però en la majoria dels casos té lloc una vegada que el Pokémon assoleix un nivell suficient d'experiència en combat.

## Etapes evolutives
Tots els Pokémon poden classificar-se en una de les quatre etapes evolutives diferents que hi ha (tot i que no hi ha cap línia evolutiva que les inclogui totes quatre) —Pokémon bebès, Pokémon bàsics, d'etapa 1 i d'etapa 2. Molts dels Pokémon bàsics poden evolucionar i, quan ho fan, la forma evolucionada és un Pokémon d'etapa 1. I quan un Pokémon d'etapa 1 evoluciona, es converteix en un Pokémon d'etapa 2. Els Pokémon bebès neixen d'ous que han post membres d'una etapa més avançada de la línia evolutiva.
Un Pokémon és considerat la forma evolucionada de les etapes anteriors, i la forma preevolucionada de les següents.
Tot i que alguns Pokémon, com la família d'Oddish o Slowpoke, tenen línies evolutives que es ramifiquen, totes aquestes divergències tenen lloc quan evoluciona el Pokémon bàsic o d'etapa 1.

## Tipus d'evolució
L'anomenada "evolució" dels Pokémon és una reacció bioquímica en les cèl·lules del Pokémon que els fa canviar la forma, l'espècie, de vegades els tipus i rarament la cadena evolutiva (per exemple: Wurmple→Cascoon→Dustox és una cadena, però pot canviar a Wurmple→Silcoon→Beautifly). Hi ha diferents fets que poden causar l'evolució d'un Pokémon.

### Augment de nivell
El procés evolutiu més comú dels Pokémon és l'augment de nivell per mitjà de l'obtenció de punts d'experiència. Com en molts videojocs de rol, les habilitats generals del Pokémon es mesuren segons el seu nivell, que va des del nivell 1 fins al 100 (excepte en trucs com el de Missingno, que poden arribar fins al nivell 255). Un Pokémon que evoluciona d'aquesta manera evoluciona quan arriba a un cert nivell. Per exemple, Bulbasaur evoluciona a Ivysaur en arribar al nivell 16, i aquest evoluciona a Venusaur quan assoleix el nivell 32. En aquests casos, el Pokémon evolucionat triga més a aprendre nous moviments que la forma preevolucionada. Per exemple, Bulbasaur aprèn el moviment Raig Solar; en arribar al nivell 48, Ivysaur s'ha d'esperar fins al 54; i Venusaur no l'aprèn fins al nivell 65. Tanmateix, l'evolució pot oferir la possibilitat d'aprendre nous moviments que la forma preevolucionada no pot aprendre, o bé de manera natural o bé per mitjà de Màquines Tècniques o Ocultes.

### Evolució per felicitat
L'evolució basada en la felicitat, que de fet és una variant de l'evolució per augment de nivell, va aparèixer a Pokémon Gold i Silver i Pokémon Crystal. A partir d'aquesta generació, el joc mesura un nivell de felicitat que canvia segons diferents factors, tals com si el Pokémon és debilitat en combat o si se li han donat objectes que milloren les seves habilitats. Una vegada que la felicitat està al màxim, el Pokémon evolucionarà quan pugi de nivell. Normalment, els Pokémon bebés —com Pichu, Cleffa, Igglybuff o Togepi— evolucionen d'aquesta manera, així com dues branques del camí evolutiu d'Eevee; aquest evoluciona a Espeon durant el dia i a Umbreon, durant la nit (aquest Pokémon també té evolucions que no estan relacionades amb la felicitat).

### Pedres evolutives
Aquest és el segon mètode més freqüent per evolucionar un Pokémon. Hi ha diferents tipus de Pedra: hi ha la Pedra Foc, Aigua, Tro, Fulla, Lunar i Solar. Quan es fan servir en un Pokémon adequat, aquestes Pedres causen una evolució immediata. Els canvis provocats per una evolució d'aquest tipus solen ser més dràstics que en altres modes evolutius. Sovint, el nou Pokémon aprèn un conjunt de moviments completament diferent del de la forma preevolucionada, i alguns Pokémon deixen d'aprendre nous moviments. L'evolució per mitjà de Pedres és sempre l'evolució final.

### Evolució per intercanvi
Un altre tipus d'evolució és mitjançant l'intercanvi. El Pokémon en qüestió evoluciona quan és intercanviat amb un altre cartutx de Pokémon amb un Cable link.
A Pokémon Gold i Silver es va presentar una variació d'aquest sistema. Així, alguns Pokémon intercanviats només evolucionaran si en el moment de l'intercanvi porten un determinat objecte.

### Evolucions especials
Feebas, un Pokémon presentat a Ruby i Sapphire, evoluciona segons el nivell d'una qualitat que normalment només es té en compte en els Concursos Pokémon: la bellesa.
Tyrogue té tres camins evolutius diferents, segons el nivell relatiu del seu atac i defensa quan arriba al nivell 20. Si la defensa és més alta que l'atac, es convertirà en Hitmonchan; si són idèntics, es transformarà en Hitmontop; i, si l'atac és més alt que la defensa, evolucionarà en Hitmonlee. Els entrenadors poden incrementar el nivell d'atac o defensa del Tyrogue utilitzant Proteïnes o Ferro, segons que convingui, per tal d'obtenir l'evolució desitjada.
A Pokémon hi ha un cas especial —el Pikachu d'Ash Ketchum— que prefereix no evolucionar. També s'hi esmenta que els Pokémon evolucionats poden perdre una mica de versatilitat en algunes coses, com ara un Raichu que no és tan ràpid com un Pikachu, per la seva major corpulència. Però en els jocs, Pikachu no evolucionarà mai en Raichu, sense una Pedra Tro, per més alt que sigui el seu nivell. A Pokémon Yellow, el Pikachu del jugador es nega a evolucionar, com el de l'anime, de manera que l'única manera d'evolucionar-lo és transferint-lo a una altra edició de Pokémon.

### Evolucions a Pokémon GO
Al videojoc Pokémon GO, exclusiu per a dispositius mòbils, els Pokémon evolucionen sempre que s'aconsegueixi el nombre suficient de caramels de la mateixa espècie. Alguns Pokémon de la segona generació necessiten objectes especials per a poder evolucionar, com és el cas de Sunkern, que necessita una pedra Sol per evolucionar a Sunflora.